# Без милост (1999)
Без милост (на английски: No Mercy) е второто годишно pay-per-view събитие от поредицата Без милост, продуцирано от Световната федерация по кеч (WWF). Събитието се провежда на 17 октомври 1999 г. в Кливланд, Охайо.

## Обща информация
На събитието се провеждат девет мача, включително три за титли. В първия, Невероятната Мула печели Титлата при жените на WWF, за да стане най-старата шампионка в историята на професионалния кеч. Във втория, Чайна побеждава Джеф Джарет, за Интерконтиненталната титла на WWF, превръщайки се в първата и единствена жена носителка на титлата в историята на WWF. И накрая, Трите Хикса побеждава Ледения Стив Остин, за да запази Титлата на WWF.
Предишното събитие Без милост се провежда през май, докато следващото издание е преместено за октомври, тъй като Въстание заема мястото на Без милост. Без милост заменя Денят на Страшния съд: Във вашия дом, който се провежда през октомври 1998 г.

## Резултати
| №                                         | Резултати | Правила                                                          | Време |
| ----------------------------------------- | --- | ---------------------------------------------------------------- | ----- |
| 1                                         | Кръстника побеждава Мидеон (с Висцера)                                                                           | Индивидуален мач                                                 | 07:30 |
| 2                                         | Невероятната Мула (с Мей Йънг) поб. Айвъри (ш)                                                                   | Индивидуален мач за Титлата при жените на WWF                    | 02:50 |
| 3                                         | Холитата (Краш Холи и Хардкор Холи) поб. Разбойниците на Новото време (Били Гън и Роуд Дог) чрез дисквалификация | Отборен мач                                                      | 10:32 |
| 4                                         | Чайна поб. Джеф Джарет (ш) (с Мис Кити)                                                                          | Мач Добро домакинство за Интерконтиненталната титла на WWF       | 08:25 |
| 5                                         | Скалата поб. Британския Булдог                                                                                   | Индивидуален мач                                                 | 07:21 |
| 6                                         | Новото Потомство (Джеф Харди и Мат Харди) (с Гангрел) поб. Острието и Крисчън                                    | Мач със стълби за мениджърските услуги на Тери Рънълс и $100,000 | 16:40 |
| 7                                         | Вал Винъс поб. Менкайнд                                                                                          | Индивидуален мач                                                 | 09:18 |
| 8                                         | Екс Пак поб. Брадшоу, Фарук и Кейн                                                                               | Мач Четири ъгъла                                                 | 10:15 |
| 9                                         | Трите Хикса (ш) поб. Ледения Стив Остин                                                                          | Мач с всичко за Титлата на WWF                                   | 21:55 |
| - (ш) – указва шампиона/шампионите в мача | |                                                                  |       |